# Dynamix
《Dynamix》是一款由香港公司C4Cat開發的手機音樂遊戲。該遊戲是一款三重落下式遊戲，其音樂風格目前以電子音樂為主。Android版本於2014年10月30日在Google Play上架，iOS版本於2015年5月20日在App Store上架。

## 遊戲設計

### 遊戲方式
《Dynamix》是一款三重落下式的遊戲。在螢幕上有左、下、右，共3個方向的移動區域，而三個區域靠近螢幕邊緣處有一條判定線，玩家需在音符與判定線重疊時，觸控螢幕的三個面向來遊玩，而每個區域為一種樂器的音軌或是一段旋律與節奏。
遊戲內有不同類型的音符(Note)，玩家需利用點擊（Tap)、滑動(Slide)或是長按(Hold)等方式觸碰螢幕以獲得分數。在某些樂曲中，左方或右方判定線上有滑軌，此時落下的音符皆為滑動鍵。而音符會從螢幕的中央或是上方出現並向判定線移動，當左方或右方即將出現音符時，判定線會閃爍以提示玩家（侧面出现长按音符的时候不会闪烁）。

### 特殊模式
於完整版中，玩家在遊玩樂曲前可選擇特殊模式，增加遊玩樂趣及多變性。
- Auto

由系統自動遊玩的模式，於此模式下遊玩所獲得的成績及經驗值並不會紀錄至遊戲中。
共有四種模式可選擇：
1.Right：右側判定線自動點擊
2.Left：左側判定線自動點擊
3.L.R.：左、右側判定線同時自動點擊
4.Full：三側判定線同時自動點擊
- Narrow

縮短音符寬度，增加遊玩難度的模式。共有75%、50%、25%三種音符寬度可選擇。
- Mirror

於此模式下，所有音符及左右側判定線將以畫面中間線為對稱軸完全鏡射。
- Bleed

俗稱「血條模式」。於此模式，且未使用下，miss會造成血條減少，若不是使用特殊角色，打出非miss則會補充血條，當血條歸零時則會強制結束遊戲。血条的增减等因素会受到角色影响。
在免費版中遊玩Mega與Giga難度的樂曲時，Bleed模式會被強制開啟無法關閉，完整版則無此限制，可自由開啟或關閉。活动模式强制开启，但可以使用特殊增益。
- Accel

於此模式下，音符會以自由落體的方式落下。共有x1.0、x2.0兩種速度可選擇。

### 分數判定
在遊戲中，當玩家按下音符後的準確度判定級別分為Perfect、Good、Miss三個等級。每一局的滿分為一百萬分，分為920000的判定分數及80000分的連打分數。而分數計算公式如下：
{\displaystyle Score=\left\lfloor 920000\times {\frac {P+G\times 0.6}{N}}\right\rfloor +\left\lfloor 80000\times {\frac {C}{N}}\right\rfloor }
P、G：該局的Perfect、Good數量
N：該局音符(Note)總數
C：該局最高連打數(Combo)
當一局遊戲結束後，系統對於該局的評分會以希臘字母或拉丁字母區分為：
| 評等       | 分數區間(Score)                      |
| ---------- | ------------------------------------ |
| Ω（Omega） | 1000000                              |
| Ψ（Psi）   | 980001-999999                        |
| χ（Chi）   | 950001-980000                        |
| S          | 900001-950000                        |
| A          | 800001-900000                        |
| B          | 700001-800000                        |
| C          | 600001-700000                        |
| D          | 500001-600000                        |
| E          | 400001-500000                        |
| F          | 低於400001                           |
| U          | 無遊玩紀錄(遊戲中顯示 – – – – – – –) |

共11個級別。

### 曲目
在《Dynamix》中，玩家可以透過遊玩曲目，增加經驗值。當一局遊戲結束後，經驗值會增加。當經驗值達到特定的等級後，可以解鎖新的曲目。同時，玩家可以透過在Facebook或Twitter上分享《Dynamix》來解鎖指定的新曲目。玩家也可以在遊戲內付費購買樂曲包，每個樂曲包內有四首歌曲。3.0版本後，新增Event模式，玩家可利用活動賺取Frag來購買活動曲。3.7版本新增段位系統，完成段位後可以使用Frag購買每個段位第三首的全新歌曲。
而樂譜難度分為五個等級，由Casual級漸進至Normal,Hard,Mega及Giga。。

## 發展
《Dynamix》是由香港中文大學學生曾家俊開設的C4Cat公司開發，也是C4Cat的第一款遊戲。C4Cat團隊是在香港中文大學的前期創業育成中心（Pre-incubation Centre，簡稱）首輪申請中獲選的九組團隊之一。在Pi Centre的支援下，開設公司。因2011年的手機遊戲《龍族拼圖》推出後，受到歡迎以及獲得利潤。曾家俊認為手機遊戲與傳統電子遊戲不同處在於手機遊戲不需要發行商和實體商店銷售通路，故決心創業。而Pi Centre也提供辦公室給C4Cat開發，以及教授相關知識，使C4Cat進駐香港科學園。在製作遊戲時，C4Cat也參考了許多音樂遊戲（例如：Deemo、狂熱節拍IIDX、jubeat等）。在遊戲上架前，在遊戲官方網站開放玩家事前登錄，玩家完成事前登錄後可獲得免費歌曲《Actinium》。

## 影響與評價
《Dynamix》於Google Play上架後一個月內，在Google Play的下載次數超過五萬次。而《Dynamix》在《2015香港資訊及通訊科技獎》中獲得最佳數碼娛樂（娛樂軟件）特別嘉許（音樂及音效）獎。
評論網站TouchArcade對《Dynamix》給出了3.5顆星的評分。TouchArcade認為《Dynamix》是一個可玩性高的遊戲。而該遊戲在準確度判定的標準比較寬鬆，比較容易擊出「Perfect」。樂譜的難度在Casual時，相當於一般音樂遊戲的「初級」，但到了難度Hard，則很難掌握整個樂譜。

## 外部連結
- Dynamix官方網站
- Dynamix在Google Play上的應用程式資訊（页面存档备份，存于）
- Dynamix在App Store上的應用程式資訊（页面存档备份，存于）
- C4Cat的Facebook粉絲專頁（页面存档备份，存于）
- Dynamix的Facebook粉絲專頁（页面存档备份，存于）